# Търновска българска община
Търновската българска община е гражданско-църковно сдружение на българите в град Търново, Османската империя.

## История
От 1858 година общината в Търново се реформира, пред членовете ѝ стоят проблемите на Женското дружество, читалището, театъра, от нейното управление отпадат членовете на гърчеещите се фамилии и управлението е поето от родолюбиви българи, излъчени от средата на търговци, занаятчии, учители, интелектуалци и духовници. Според Петко Славейков общината поема общото управление на училищата, закрива гръцкото училище и в зданието му се настанява българското училище, известно под името „Свети Кирил“ с пръв учител Георги Коджов.
Ценен източник на сведения за дейността на Градската община е Кондиката на училището за елински науки. В нея са описани подробно всички мероприятия, свързани със строеж, ремонти, функциониране на отделните училища, връзката им с църквите, техните приходи, разходи, получени дарения, списъци на учителите и получените от тях възнаграждения.
Общественият контрол над училищата се осъществява от Атанас Хаджиниколов, Иванчо Ангелов, Димитър Николов, Атанас Хаджийованов. През януари 1858 г. тези сметки са прегледани от градоначалниците и са одобрени от тях. Подписът е на попечителя Стефан Карагьозов.
Основните насоки на развитие, конкретните актове, чрез които Градската община се намесва и направлява публичния живот на търновската община като орган на самоуправление, целите и задачите, които си поставя са изразени в цитата:
| „ | Обществото на града ни, като усеща нуждата за устроението на един редовен събор при Светата Митрополоия, днес в особено събрание, като се представителства от изборните граждани и всички еснафи, и пристъпи на разсуждение за този предмет, избра единогласно почетните господари: повремениия представител на каазата, повременния представител на града, г-н Евстати х. Николов, г-н Евстати х. Н. Селвели, г-н х. Димитър х. Ничов, г-н х. Славчо х. Паскалев, г-н Кръстьо х. Н. Момчооглу, г-н х. Димо Сараф, г-н Павли х. Иванов, г-н Стефан Карагьозов и др., на които се възлага длъжността и правото да се събират веднъж в неделята на Светата Митрополия и под председателството на Негово Преосвещенство пречестния наш архийерер г-на Григория, да се разгледат и вземат за потъкмяване случайните религиозни дела, които се отнасят до светата църква, учебните заведения на нашия град и на другите страни на епархията, сватбените записи, духовните завещания и други подобни дела. Решението на събора има сила, когато присъстват по крайней мере половината от членовете... Търново, 21 май 1859 г. | “ |

Търновската градска община се ангажира със събиране на данъците в града, със съдбата на даренията и най-вече дарението на Михаил Кефалов за построяване на болница в града.
Влиза в контакт с основаното читалище „Надежда“, с учреденото женско дружество, застава зад нуждите на другите селища в епархията.
Първоначално ръководството на общината се осъществява от митрополит Григорий, а по-късно – от протосингела Теодосий. В ръководното тяло участие вземат най-изтъкнатите търновци – Евстати Хаджиниколов, Кръстьо Момчоолу, Евстати Селвели, д-р Васил Берон, Пандели Кисимов, Георги Кабакчиев.
Градската община изпълнява своите функции до момента, в който са образувани нови институции от Временното руско управление.